# پیتر میچل (دوچرخه‌سوار)
پیتر میچل (انگلیسی: Peter Mitchell؛ زادهٔ ۱۲ ژانویهٔ ۱۹۹۰) دوچرخه‌سوار اهل بریتانیا است.
وی در مسابقات کشوری و بین‌المللی در مجموع برندهٔ ۶ مدال طلا، ۴ مدال نقره، ۱ مدال برنز شده‌است.